# Hekaton von Rhodos
Hekaton von Rhodos (griech. Ἑκάτων) war ein antiker griechischer Philosoph, der im frühen 1. Jahrhundert v. Chr. lebte. Er war Stoiker, ein Landsmann und Schüler des Panaitios von Rhodos. Hekaton unterhielt Beziehungen nach Rom. Diogenes Laertios erwähnt die Titel mehrerer seiner Werke, die heute verloren sind. Laut Marcus Tullius Cicero schrieb er auch über die Pflichten. Von ihm soll, wie Cicero in De officiis berichtet, das Beispiel stammen, das als Brett des Karneades überliefert ist.

## Ausgabe
- Harold North Fowler (Hrsg.): Panaetii et Hecatonis librorum fragmenta. Georgi, Bonn 1885
- Christelle Veillard (Hrsg.): Hécaton de Rhodes. Les fragments. (Histoire des doctrines de l'Antiquité classique). Vrin, Paris 2022.